# 大哈皮納河
大哈皮納河（俄语：Большая Хапица）是俄羅斯的河流，位於堪察加半島，河道全長約111公里，流域面積1,960平方公里，河水主要來自融雪和雨水，是鮭魚的產卵地。